# Pontomyia pacifica
Pontomyia pacifica är en tvåvingeart som beskrevs av Tokunaga 1932. Pontomyia pacifica ingår i släktet Pontomyia och familjen fjädermyggor. Inga underarter finns listade i Catalogue of Life.